# Pulicaria vulgaris
Pulicaria vulgaris é uma espécie de planta com flor pertencente à família Asteraceae. 
A autoridade científica da espécie é Gaertn., tendo sido publicada em De Fructibus et Seminibus Plantarum...2: 461–462. 1791.

## Portugal
Trata-se de uma espécie presente no território português, nomeadamente em Portugal Continental.
Em termos de naturalidade é nativa da região atrás indicada.

## Protecção
Não se encontra protegida por legislação portuguesa ou da Comunidade Europeia.